# Élections législatives ålandaises de 2023
Les élections législatives ålandaises de 2023 ont lieu le 15 octobre 2023 afin de renouveler les 30 membres du Lagting de la province autonome des Îles Åland, en Finlande. Des élections municipales ont lieu simultanément.
La coalition sortante réunissant Centre ålandais, Coalition des indépendants, Coalition modérée pour Åland et Initiative durable  conserve la majorité absolue, malgré la forte progression du principal parti d'opposition, Libéraux pour Åland. La victoire de ces derniers, arrivé largement en tête, est telle que leur dirigeante Katrin Sjögren parvient à négocier une nouvelle coalition avec le Centre ålandais et les Sociaux-démocrates d'Åland. La Première ministre Veronica Thörnroos, à la tête du Centre ålandais, cède par conséquent sa place à Katrin Sjögren.

## Contexte
L'archipel d'Åland est une province historique de Finlande qui a pour particularité d'être suédophone, et demeure la seule entité territoriale de ce pays à jouir d'un statut d'autonomie gouvernementale. La loi sur l'autonomie des îles Åland confère à son parlement des pouvoirs législatifs étendus sur un certain nombre de domaines. En dehors de ces sujets, l'État de Finlande, représenté par le gouverneur de la province, est souverain. Les résidents participent aux élections parlementaires nationales en élisant au scrutin uninominal majoritaire à un tour un représentant qui leur est réservé.
Les précédentes élections en octobre 2019 provoquent une alternance avec la défaite du parti Libéraux pour Åland de la Première ministre Katrin Sjögren, qui arrive second derrière le Centre ålandais mené par Veronica Thörnroos. Cette dernière devient Première ministre en formant un gouvernement de coalition réunissant son parti, la Coalition modérée pour Åland, la Coalition des indépendants et Initiative durable, arrivés respectivement troisième, quatrième et sixième du scrutin. Si elle se maintient tout au long de la législature, le mandat de Thörnroos est marqué par de nombreuses dissensions au sein de la coalition gouvernementale, qui l'amènent à subir plusieurs tentatives de motions de censure.

## Système électoral

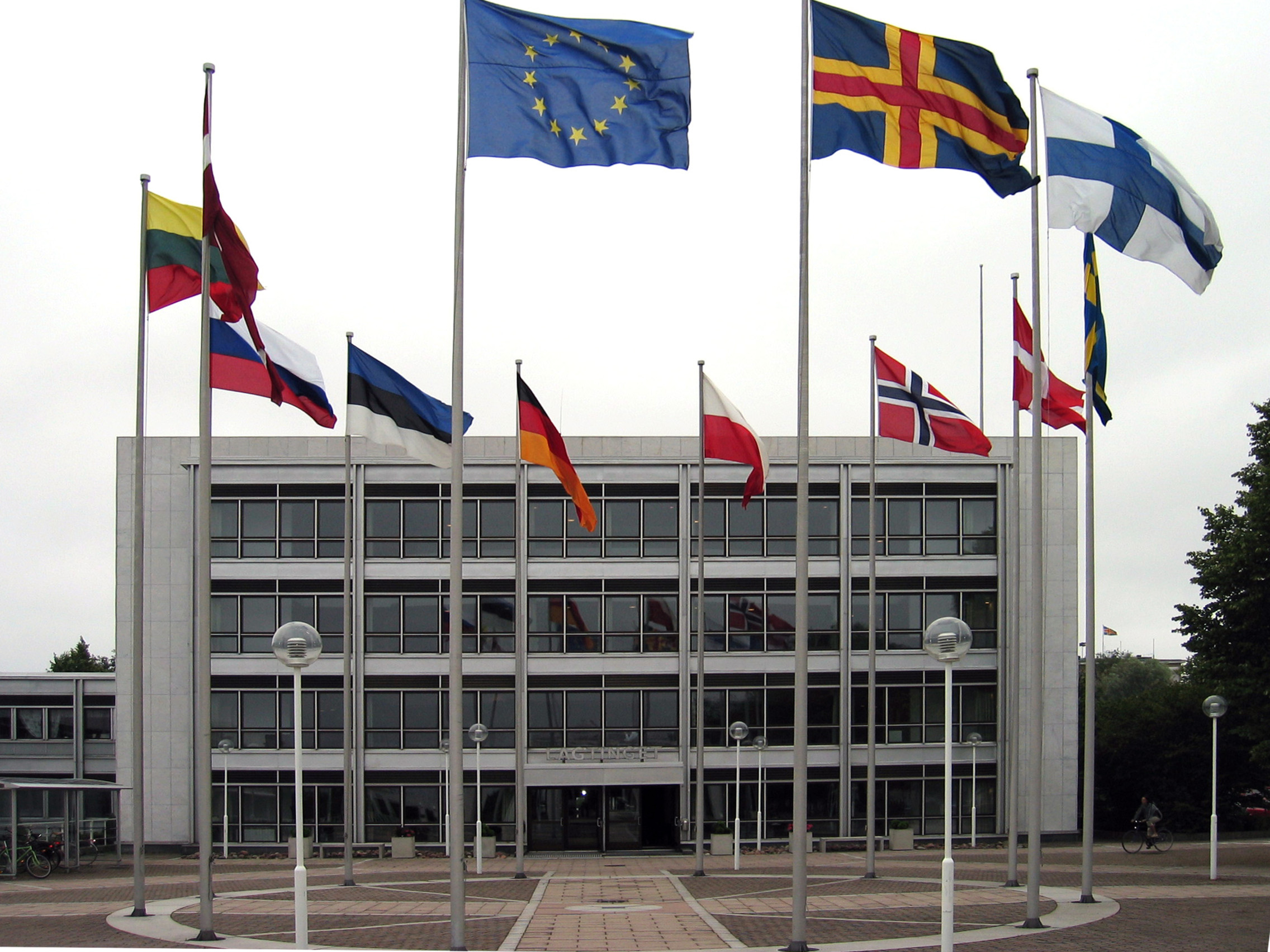
Façade du Lagting.

Le Lagting est composé de 30 sièges pourvus pour quatre ans au scrutin proportionnel plurinominal avec liste ouvertes et sans seuil électoral. Les électeurs votent en exprimant un vote préférentiel pour un candidat sur la liste pour laquelle ils votent, les sièges obtenus par chaque liste étant par la suite d'abord attribués en priorité aux candidats ayant recueilli le plus grand nombre de suffrages en leur nom. La répartition globale a lieu selon la méthode D'Hondt,.
Le scrutin est toujours organisé le troisième dimanche d'octobre. Seuls peuvent être électeurs les personnes nés à Åland, ou celles possédant la nationalité finlandaise qui sont domiciliés dans l'archipel depuis au moins cinq ans, parlent le suédois et font la demande d'inscription sur les listes électorales locales.

## Résultats
|                        |                              |        |       |       |        |               |
| Parti                  | Parti                        | Voix   | %     | +/-   | Sièges | +/-           |
|                        | Libéraux pour Åland          | 4 204  | 29,93 | 10,27 | 9      | 3             |
|                        | Centre ålandais              | 2 983  | 21,24 | 6,60  | 7      | 2             |
|                        | Coalition des indépendants   | 2 150  | 15,31 | 1,74  | 5      | 1             |
|                        | Sociaux-démocrates d'Åland   | 1 801  | 12,82 | 3,62  | 4      | 1             |
|                        | Coalition modérée pour Åland | 1 761  | 12,54 | 1,26  | 4      | en stagnation |
|                        | Initiative durable           | 720    | 5,13  | 3,20  | 1      | 1             |
|                        | Futur d'Åland                | 403    | 2,87  | 1,80  | 0      | 1             |
|                        | Indépendants                 | 22     | 0,16  | Nv    | 0      | en stagnation |
|                        |                              |        |       |       |        |               |
| Suffrages exprimés     | Suffrages exprimés           | 14 044 | 96,64 |       |        |               |
| Votes invalides        | Votes invalides              | 341    | 2,35  |       |        |               |
| Votes blancs           | Votes blancs                 | 147    | 1,01  |       |        |               |
| Total                  | Total                        | 14 532 | 100   | –     | 30     | en stagnation |
| Abstentions            | Abstentions                  | 6 747  | 21,71 |       |        |               |
| Inscrits/Participation | Inscrits/Participation       | 21 279 | 68,29 |       |        |               |

## Analyse

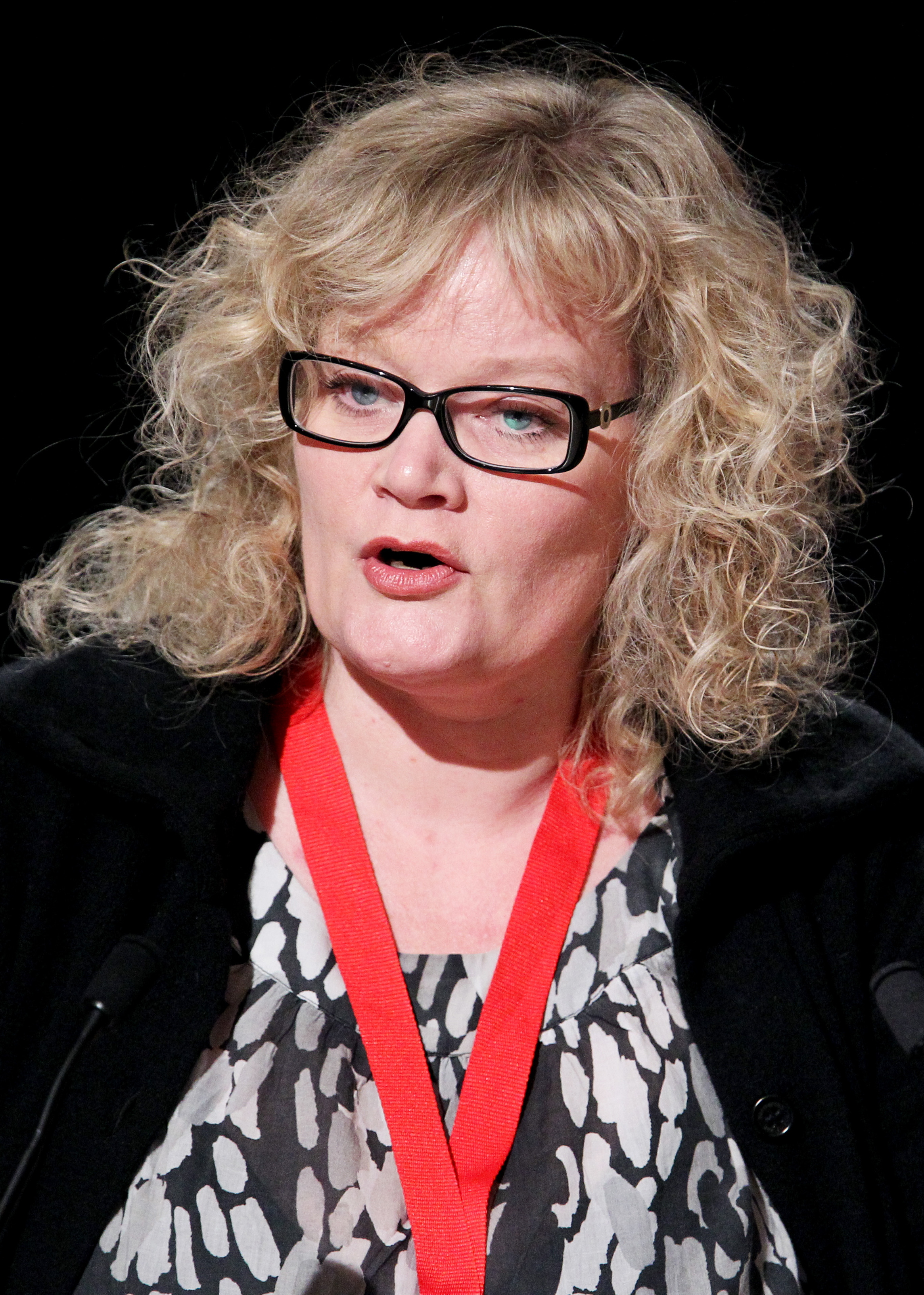
Katrin Sjögren

Le scrutin voit un recul des partis membres de la coalition au pouvoir à l'exception de la Coalition des indépendants, tandis que les Sociaux-démocrates et les Libéraux pour Åland progressent. La forte progression de que ces derniers enregistrent est particulièrement remarquée, le parti grimpant largement en tête en termes de part des voix et des sièges. Le gouvernement de la Premier ministre Veronica Thörnroos conserve néanmoins la majorité absolue des sièges lui permettant théoriquement de se maintenir,. La victoire des Libéraux est cependant telle qu'elle permet à leur dirigeante Katrin Sjögren de s'imposer au poste de Première ministre en formant un nouveau gouvernement de coalition avec le Centre ålandais et les Sociaux-démocrates d'Åland. Le nouveau gouvernement reçoit la confiance du Lagting le 11 décembre par 21 voix pour, 0 contre et huit abstentions (plus un absent). Il entre en fonctions le jour même.